# Rhacocleis thyrrhenica
Rhacocleis thyrrhenica is een rechtvleugelig insect uit de familie sabelsprinkhanen (Tettigoniidae). De wetenschappelijke naam van deze soort is voor het eerst geldig gepubliceerd in 1952 door La Greca.